# Valle de Atriz
Valle de Atriz es una denominación española del Hatunllacta (en quechua: ‘tierra de los mayores’ o ‘tierra grande’), también llamado valle de Atres  por algunos cronistas tales como Felipe Guamán Poma de Ayala. 
Situado al pie del volcán Galeras, en medio del nudo de los Pastos, macizo que da origen a las tres ramificaciones de la cordillera de los Andes en el actual territorio colombiano. El valle de Atriz tiene aproximadamente 8819 hectáreas y actualmente es el asiento de la ciudad de San Juan de Pasto, capital del departamento de Nariño, al sur de Colombia. 
El origen toponímico no está plenamente establecido, pero su uso es cotidiano y comúnmente aceptado sin cuestionarse.